# Контур Бюрґерса

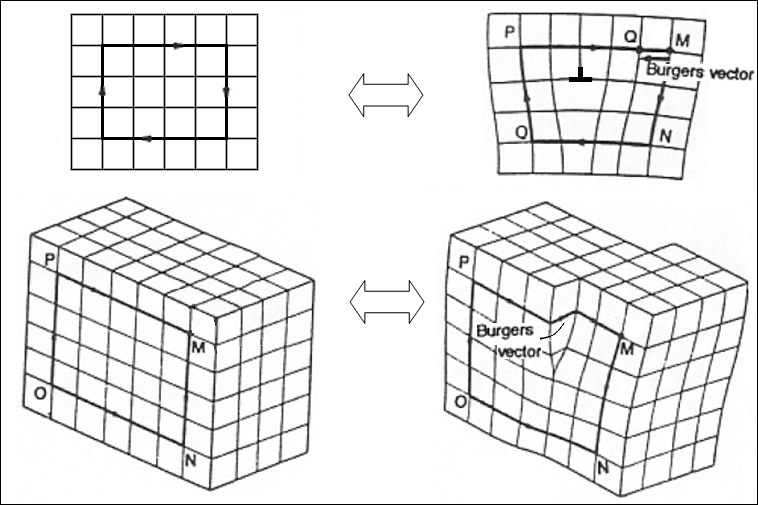
Схеми побудови контурів Бюрґерса навколо крайової та гвинтової дислокацій

Контур Бюрґерса  — замкнутий контур довільної форми, проведений в реальному кристалі навколо дислокації в досконалій, неспотвореній зоні кристалічної ґратки. Застосовується для визначення вектора Бюрґерса, який залежить від спотвореності кристалічної ґратки дислокацією і за яким оцінюють енергію дислокації, сили, які діють на неї, величину зсуву від руху дислокації тощо.
Щоб оцінити ступінь спотворення кристалічної ґратки, необхідно порівняти недосконалий кристал, який містить дислокацію, з досконалим (без дислокації). Для цього навколо дислокації в неспотвореній зоні проводять контур Бюрґерса.
На верхній схемі проілюстрована побудова контура в досконалому кристалі (зліва), який замикається. У недосконалому кристалі навколо крайової дислокації на схемі (справа) розпочинають його побудову з точки (атома) M вниз на три періоди до точки N. Продовжують контур вліво по горизонталі на чотири періоди до точки O, після цього догори на три періоди до точки P, і знову по горизонталі на чотири періоди вправо до точки Q.
Контур не замкнувся саме на вектор Бюрґерса b = MQ.
Аналогічно визначається вектор Бюрґерса і для гвинтової дислокації (нижній ряд рисунків на схемі).
Контур Бюрґерса, як і вектор Бюргерса, названі на честь нідерландського фізика Йоганнеса Бюрґерса, який впровадив ці поняття в теорію дислокацій.